# Otochares peronacma
Otochares peronacma är en fjärilsart som beskrevs av Edward Meyrick 1919. Otochares peronacma ingår i släktet Otochares och familjen äkta malar.
Artens utbredningsområde är Guyana. Inga underarter finns listade i Catalogue of Life.